# Exode rural en fédération de Russie

Carte des subdivisions du district fédéral extrême-oriental concerné par la loi sur l'hectare extrême-oriental: 1) oblast de l'Amour, 2) oblast autonome juif, 3) kraï du Kamtchatka, 4) oblast de Magadan, 5) kraï du Primorie, 6) république de Sakha (Iakoutie), 7) oblast de Sakhaline, 8) kraï de Khabarovsk, 9) district autonome de Tchoukotka

L'exode rural en fédération de Russie est un phénomène qui a existé à différentes époques de l'histoire de la Russie. Ainsi la collectivisation organisée sous Staline dans les années 1929-1940 a provoqué un exode massif de millions de paysans qui se faisaient embaucher sur les chantiers du Nord ou de Sibérie. Les villages se vidaient au point de disparaître. N'y demeuraient que le vieux et les familles qui ne savaient où fuir.
À la fin du XXe siècle, après la dislocation de l'URSS, de nombreux villages russes ont à nouveau commencé à disparaître. Un flux migratoire vers les grandes villes a débuté, qui vide petit à petit les zones rurales. Un des symboles marquants de ce phénomène est l'apparition de nombreuses églises abandonnées en Russie. L'oblast de Magadan est l'exemple le plus frappant de cet exode; alors que la population était de 542 868 habitants en 1989, elle n'est plu que de 135 907 en 2022.    
Face à cette problématique les autorités gouvernementales tentent de promouvoir activement le développement de villages dans l'Extrême-Orient russe par application de la Loi sur l'hectare extrême-oriental, qui est en vigueur depuis le 1er juin 2016 et qui permet à l'État d'octroyer gratuitement des parcelles de terrain d'une surface d'un hectare aux citoyens de la fédération de Russie. Le 17 août 2017, le ministre des affaires extrêmes orientales de la Russie, Youri Troutnev, affirme que près de 100 000 terrains avaient été attribués en vertu de cette loi,

## Histoire
Tatiana Nefiodova, chercheuse à l'Institut de géographie de l' Académie des sciences de Russie, étudie la raison de ce dépeuplement des campagnes à la fin du XXe siècle, début du XXIe siècle .
Au cours des cent dernières années, beaucoup de choses ont changé en Russie. Une partie de la population vit pourtant encore aujourd'hui dans des maisons en rondins de bois peu équipées, se consacre à des travaux agricoles dans des exploitations familiales et personnelles. Mais comment distinguer les régions de ce type, appelées la campagne des autres régions. Beaucoup de petites villes ressemblent à de grands villages. Elles n'ont pas accès au gaz, pas d'arrivée d'eau potable collective, pas d'égouts. Dans les années 1990, leur nombre a diminué de moitié. On les distingue en utilisant le p
rincipe selon lequel ce qui n'est pas officiellement une ville est un village. Mais ces définitions restent complexes parce que dans les villes il existe des quartiers périphériques de type rural. 
Les études statistiques donnent les résultats suivants : au début du XXe siècle, 13 % de la population de la fédération de Russie vivait dans les villes. Actuellement ce sont 74 % qui vivent dans les villes et 26 % dans les zones rurales. Toutefois, si l'on tient compte du fait que dans les villes une partie des habitants vivent encore dans des conditions similaires à celles des villages il faut considérer que 60 % de la population a conservé ce mode de vie rurale. En effet, dans les villes, existent encore les anciennes maisons en rondins de bois sans confort sanitaire (toilettes extérieures par exemple).
Inversement dans les villages il existe des constructions de type barres à étages qui sont équipées au point de vue sanitaire et confort comme les maisons des villes.

## Traditionnelle datcha etnéorurauxrusses

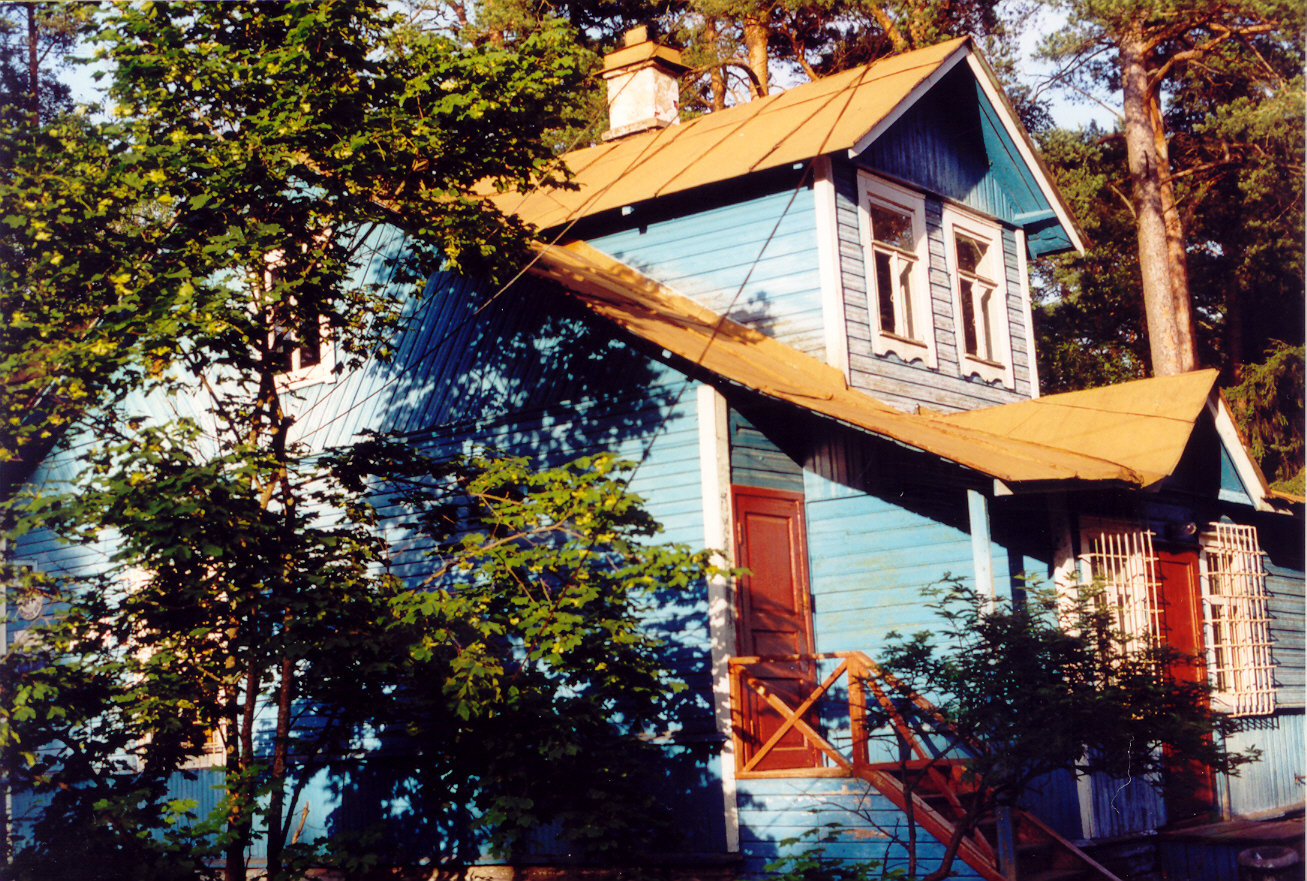
Datcha à Saint-Pétersbourg

Selon les données du centre Levada 44 % des habitants des campagnes sont des habitants des villes possédant une résidence d'été, la traditionnelle datcha. Comment classer ces citoyens : parmi les citadins ou les villageois ? Or le nombre de ces résidents d'été ne cesse de croitre depuis les années 1990. Selon Tatiana Nefedova, cela est dû en partie à l'apparition de villages constitués de chalets qui sont utilisés comme datcha. Selon le recensement de 2016, 13 millions de familles, soit environ 40 millions d'habitants possèdent une parcelle avec datcha. Ce sont également des citadins qui ont hérité de maisons de campagne où ils bénéficient de plus d'isolement, de moins de promiscuité qu'en ville. 
Pour étudier ce phénomène il faut tenir compte de divers facteurs : d'abord du fait que les propriétaires n'appellent pas toujours ces maisons des datcha. Ensuite le fait qu'il est difficile d'obtenir la collaboration des autorités locales pour collecter des statistiques sur un habitat qui est très peu habité en hiver et qui reprend vie en été. 
Certains villages près de Moscou, voient leur population multipliée 3 à 10 fois en période estivale. L'infrastructure villageoise n'est pas adaptée à ces brusques changements et les autorités locales sont confrontées à d'autres problèmes concrets qui les distraient de tâches de récoltes de statistiques. 

## Mort du village russe classique?

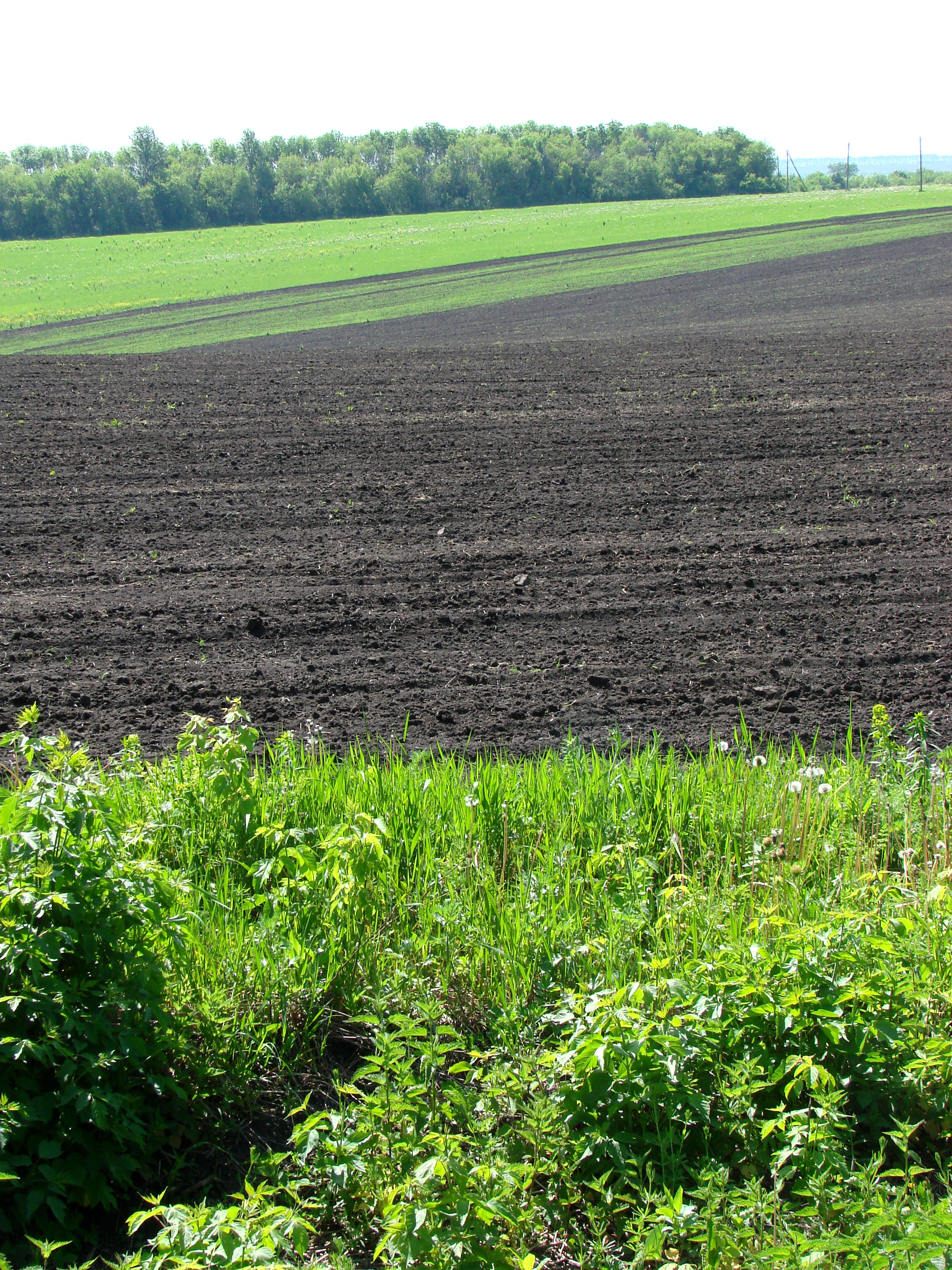
Tchernoziom en Russie

À la périphérie des régions qui ne possèdent pas de tchernoziom (terres noires de type russe), le village russe meurt vraiment. La région de Moscou est une des régions les plus productives en matière agricole dans la Russie centrale. Les banlieues de villes telles que Iaroslavl, Kostroma, Tver voient également leur campagne verte et agricole se développer. On y investit, des exploitations nouvelles agro-industrielles voient le jour. Les terres sont recherchées et les touristes citadins pressés s'y plaisent aussi. Mais dès que l'on s'écarte de plus de 50 kilomètres de ces villes, les maisons s'effondrent, les champs sont abandonnés du fait du plus grand éloignement. 
Jusque dans les années 1975, l'État investissait beaucoup dans ces régions peu fertiles, mais la politique des subsides revenait cher car les surfaces à cultiver étaient petites et souvent entourées de marais. Cela a mené finalement à un abandon. L'État n'accordait pas non plus grande importance aux infrastructures sociales des villages. Dès les années 1970, la Russie est entrée dans une période d'urbanisation intense qui s'élevait au chiffre d'un million d'habitants par an jusque dans les années 1980.
Dans les années 1990 s'est ajouté le fait que l'État a cessé de soutenir les fermes collectives et les a même fermées. Et également le fait que les jeunes, après l'école, ne restent plus au village, qui n'est plus peuplé que de citadins en villégiature et de grands-parents âgés.  

## Autres régions
La situation n'est pas identique dans l'ensemble du vaste territoire de la Russie. Dans le sud du pays, après l'effondrement de l'URSS, l'activité agricole s'est développée, des populations sont arrivées d'autres régions défavorisées du nord et de l'est du pays. Il en est ainsi dans la région de la Volga et dans le sud de la Sibérie occidentale. L'exportation de céréales y est devenue également très rentable : le blé, le tournesol. 
Tout n'est toutefois pas positif : la terre y est déjà divisée entre de nombreux propriétaires, les régions du sud sont fortement surpeuplées. Grâce au développement de la mécanisation la réduction du personnel a commencé. Mais cela nécessite l'octroi de subsides, des avantages fiscaux, des prêts à des conditions préférentielles. Par ailleurs il n'y a pas, hors des villes, assez d'arrivée de populations immigrée, ni non plus, du fait de la pauvreté des villageois, de développement de l'économie de services qui permette d'éviter la mono-fonctionnalité agricole. Les agriculteurs doivent également écouler leur production. Or dans les grandes villes ils sont mal placés pour pénétrer les marchés face à des grandes exploitations industrielles. Dans les petits villages les gens pratiquent eux-mêmes une petite agriculture ménagère pour couvrir leurs propres besoins. Il existe un programme russe pan-européen d'aide aux exploitations agricoles de type familial. Il ne fonctionne pas toujours très bien, mais au Tatarstan par exemple il donne des résultats. Dans la région de Belgorod pour éviter une expansion des seules grandes exploitations, 40 % des terres sont devenues propriété du pouvoir local afin d'éviter cette
rivalité entre grandes et petites exploitations au détriment de ces dernières.
Pourquoi ce retour à un système copié sur l'ancienne collectivisation des fermes alors que les années 1990 avaient apporté l'espoir d'une réappropriation privée fructueuse ?     
Entre 1990 et 1995 des citoyens ont profité des avantages offerts pour devenir agriculteurs. Ils pouvaient obtenir des terres, des subsides, des prêts. Il faut signaler toutefois que les terres libérées par les exploitations collectives pour les donner à ces nouveaux fermiers étaient souvent les moins fertiles.
Dans les années 2000, la création de 260 000 fermes a été enregistrée. Mais la moitié d'entre elles seulement a effectivement fonctionné et subsisté.
En 2016, le recensement dénombre encore 140 000 fermes sur le total initial. C'est un chiffre fort réduit quand on pense aux dimensions de la Russie.
Quand ils ont pu quitter les fermes collectives un grand nombre de paysans russes a malgré tout préféré rester dans les kolkhozes, tout en se créant une mini-exploitation familiale. D'autres ont adopté un système d'activité non enregistrée et non déclarée aux impôts.  
Les dirigeants du secteur agro-alimentaire (qui était resté un secteur stable pendant la crise) ont, quant à eux, cherché à s'engager dans l'agriculture avec des fermes modernisées. C'est en effet pour eux une industrie rentable puisque en investissant au printemps elle touche déjà les fruits de l'argent placé à l'automne.
Mais les banques, les sociétés commerciales, même Gazprom se sont précipités vers l'agriculture. Cela a créé une lutte pour la recherche de terres noires dans les banlieues et dans le sud du pays afin d'approvisionner Moscou et Saint-Pétersbourg surtout. L'élevage de la volaille et du porc a repris également.
Des entreprises possédant des milliers d'hectares ont commencé alors à tout acheter y compris des fermes moyennes déjà prospères. Le gouvernement donne son soutien à de telles entreprises qui garantissent selon lui la sécurité alimentaire. Mais sans négliger les entreprises de tailles moyennes et les exploitations familiales de taille réduite qui s'adaptent plus facilement aux circonstances que les grandes.

## Hectare extrême-oriental
Il existe un programme géopolitique de la Russie pour les territoires d'Extrême-Orient qui s'est traduit par une Loi sur l'hectare extrême-oriental depuis le 1er juin 2016. Plus de quatre millions de Russes vivent dans le sud de cette région mais les trois provinces frontalières chinoises sont puissantes et fort peuplées de 100 millions d'habitants. Et depuis 1990 les statistiques montrent que les Russes de ces régions continuent de quitter les campagnes et de s'installer en ville ou de venir vers les régions occidentales de la Russie.  
Tatiana Nefiodova considère que le programme de don par l'État russe d'un hectare en Extrême-Orient risque de se terminer par la vente de cet hectare à des entreprises chinoises ou locales. Par ailleurs les Russes de la partie européenne de la Russie ne participeront pas à ce projet à son avis. Sur un hectare on ne peut pas faire grand chose et il existe des terres peu fertiles de valeur équivalente à proximité de Moscou.

## Agriculture biologique

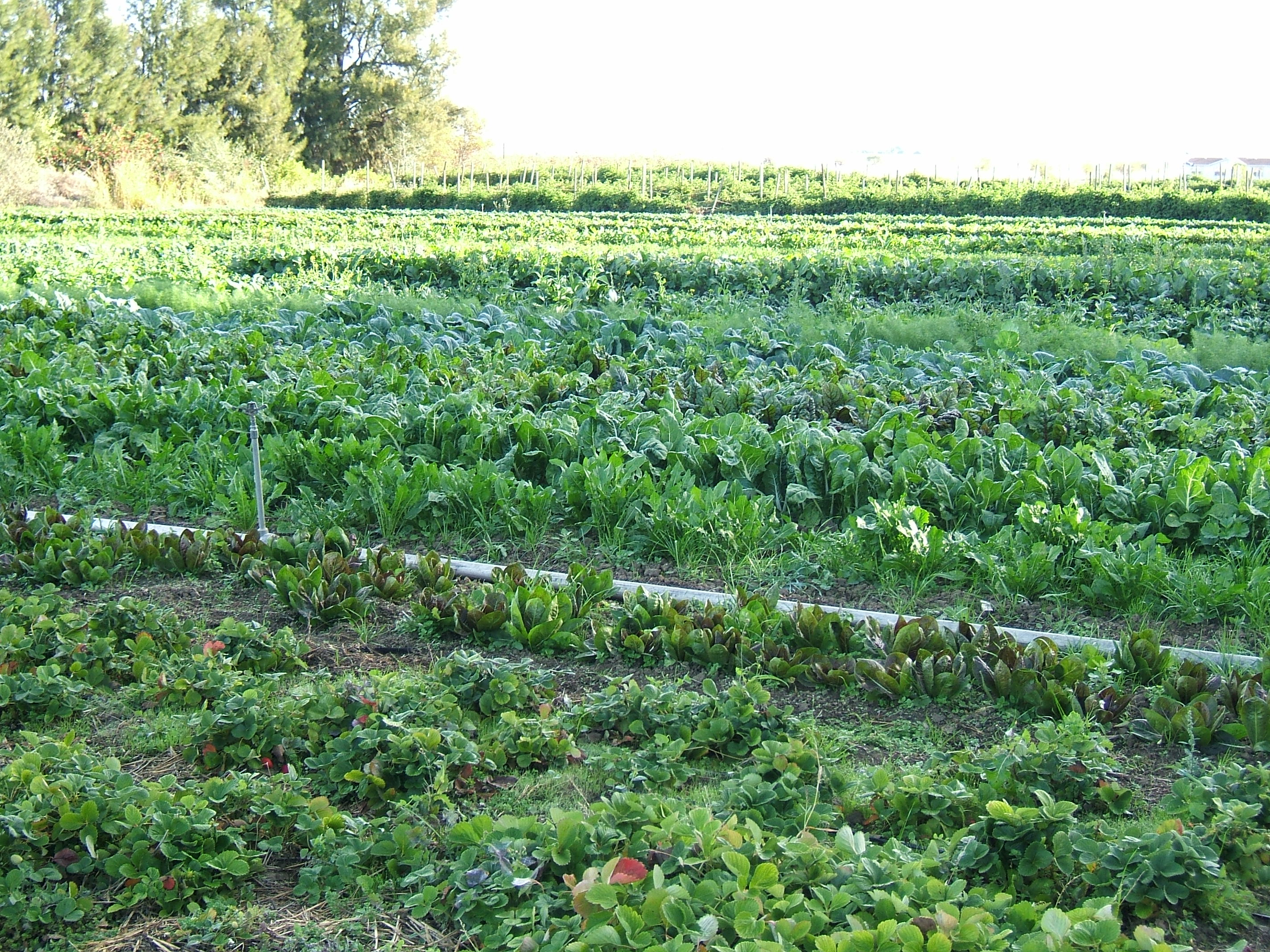
Agriculture biologique

L'agriculture biologique est, selon Tatiana Nefiodova, un projet intéressant également dans le cadre des problèmes liés à l'exode rural. Ceux qui s'en occupent sont peu nombreux mais souvent très actifs y compris dans des réseaux. Cela donne l'impression du soulèvement d'une vague écologiste alors que le nombre d'agriculteurs concernés est peu élevé. 
Le problème des agriculteurs de ce secteur est le même que celui des autres petits agriculteurs : trouver des débouchés, savoir où vendre leurs produits. Ils doivent trouver des marchés de gros, des coopératives de consommation à proximité de leur exploitation et pouvoir y vendre à des prix abordables, sans devoir faire des milliers de kilomètres. 
Un autre problème est celui des conditions imposées par les clients pour que les produits puissent être étiquetés écologiques en grande surface. La Finlande par exemple exige que lors de la production laitière il n'y ait plus aucun contact avec les mains. Pour les petites exploitations de Russie cela n'est pas réalisable. L'utilisation de produits chimiques pour désherber est à exclure dans l'agriculture biologique et cela pose un problème aux grosses comme aux petites exploitations qui veulent réaliser du bio.